# 胡志健
胡志健（英語：Wu Chi-kin，1980年—），前香港黃大仙區議會池彩選區議員。於2015年11月25日區議會選舉中以5票之差擊敗工聯會及民建聯成員何賢輝成功當選。

## 來源
1. ↑  .   [2021-12-20]. （原始内容存档于2016-06-10）.
2. ↑  落選區議員何賢輝提選舉呈請 指胡志健涉賄選 （页面存档备份，存于），星島日報，2016年1月29日
3. ↑  5票分勝負 民建聯候選人指民主黨當選人賄選 （页面存档备份，存于），蘋果日報，2016年1月29日
4. ↑  民建聯成員區選落敗申覆核 （页面存档备份，存于），蘋果日報，2016年1月30日
5. ↑  選管會接獲6宗區選選舉呈請 3建制派圖推翻結果 （页面存档备份，存于），蘋果日報，2016年3月15日

## 外部連結
- 黃大仙區議會胡志健議員資料 （页面存档备份，存于）
- 胡志健Facebook專頁

| 議會席位      | 議會席位                                  | 議會席位      |
| ------------- | ----------------------------------------- | ------------- |
| 前任： 何賢輝 | 黃大仙區議會池彩選區 2016年－2021年7月9日 | 繼任： (懸空) |